# Nabawa
Nabawa is een plaats in de regio Mid West in West-Australië. 

## Geschiedenis
Nabawa is vernoemd naar de nabijgelegen 'Nabawar Pool', een waterplas in de Chapman. De naam werd voor het eerst opgetekend in 1857 en is Aborigines van oorsprong. 'Nabawar' zou "kamp ver weg" hebben betekend. Sinds 1872 wordt het Nabawa gespeld.
In 1897 werd er een school en een gemeenschapszaal gebouwd. Toen de 'Upper Chapman'-spoorweg opende in 1910 werd er een nevenspoor aangelegd. De spoorweg werd in 1961 uit dienst genomen. Midden de jaren 1960 verhuisde de Shire of Chapman Valley haar administratie naar Nabawa. Pas in 1965 werd Nabawa officieel gesticht.

## Beschrijving
Nabawa is het administratieve en dienstencentrum van het lokale bestuursgebied Shire of Chapman Valley. In 2021 telde Nabawa 118 inwoners.
De plaats heeft een bibliotheek, een gemeenschapscentrum, een basisschool, een anglicaanse kerk en enkele sportfaciliteiten.

## Ligging
Nabawa ligt aan de Chapman, 450 kilometer ten noordnoordwesten van de West-Australische hoofdstad Perth, 40 kilometer ten noordoosten van Geraldton en 25 kilometer ten zuidwesten van het aan de North West Coastal Highway gelegen Northampton (Australië).